# Alejandro Lavquén
Alejo Enrique Ríos Orellana (n. Santiago, 19 de septiembre de 1959), también conocido como Alejandro Lavquén, es un escritor y periodista chileno. Ha publicado prosa y poesía. Sus trabajos se encuentran en libros, cuadernillos, revistas, diarios y antologías. Fue redactor en revista Punto Final, donde colaboró con reseñas de libros, entrevistas y artículos, desde 1998 a marzo de 2018, fecha en que la revista cerró sus puertas. Entre los años 2000 y 2005 condujo en radio Nuevo Mundo, el programa literario "De Puño y Letra". En 2017 condujo el programa literario transmitido en YouTube, "Leer es la Palabra", producido por la periodista Sue Carrié de la Puente.

## Biografía
Nació en Santiago de Chile el 19 de septiembre de 1959, siendo su nombre civil Alejo Ríos Orellana. A inicio de los años ochenta comenzó a utilizar, como “chapa” -durante su militancia política-, el seudónimo de Alejandro Lavquén, que luego también utilizó en sus primeras publicaciones, manteniéndolo hasta el día de hoy.
Se ha especializado en temas relacionados con la literatura greco-latina y otras culturas de la Antigüedad. También en poesía chilena, aunque sus conceptos y opiniones suelen diferir bastante del canon establecido por la comunidad literaria de Chile. Durante la década de los ochenta participó en actividades político-culturales contra la dictadura. En la década de los noventa fue secretario administrativo en el preuniversitario, de carácter popular, Alberto Blest Gana, ubicado en el Paradero 18 de la comuna de San Ramón. Posteriormente se integró al Instituto de Ciencias Alejandro Lipschutz. En enero del año 2009 instaló en Santiago de Chile la librería Estrofas del Sur, que cerró sus puertas en agosto de 2017.
Participó en la actividad gremial –Sociedad de Escritores de Chile (SECH)- hasta el año 2008, fecha en que abandonó la institución tras disputas con la directiva del gremio, a la que acusó de actos de corrupción. El año 2007, la controversia llevó, incluso, al presidente de la época, Reynaldo Lacámara Calaf a querellarse contra él, pero finalmente la justicia absolvió a Lavquén, dándole la razón a sus dichos. La Contraloría General de la República de Chile también le dio la razón. Actualmente es editor general en Estrofas del Sur SpA, servicios editoriales y comunicacionales.

## Publicaciones

### Poesía
- Canto a una década, edición a roneo, 1981
- Atardeceres y alboradas, IGP Impresores, 1994
- Sacros iconoclastas, Mosquito Comunicaciones, 2004 (Este libro, en el año 2012, fue publicado en Atenas por la editorial EKATH, en una edición bilingüe, con traducción al griego del poeta Rigas Kappatos, en el libro Cuatro poetas chilenos del siglo XX)
- A buen paso atraviesa la noche, Mosquito Comunicaciones, 2009.
- Bitácora extraviada, Ediciones Tinta Roja, 2011.
- Fantasmas atrapados en su propio duelo, poesía, Ediciones Tinta Roja, 2013.
- El azar de las fronteras, poesía, Ediciones Estrofas del Sur, 2020.
- Mitología nórdica-escandinava, Ediciones Estrofas del Sur, 2021.

### Otros
- La libertad de Pérez, relatos breves, Unicornio Editorial, 1996.
- Epopeyas y leyendas de la mitología griega, Editorial Entrepáginas, 2012.
- Había una vez en el Olimpo. Mitos y dioses griegos, Editorial Zig-Zag, 2013.
- Antología de las obras completas de Pablo de Rokha, Pehuén Editores, 2015. Antologador.
- Epopeyas y leyendas de la mitología griega, Tajamar Editores, 2019. Edición revisada, corregida y aumentada.